# Edge of the Blade
Edge of the Blade è un singolo del gruppo musicale olandese Epica, pubblicato il 30 settembre 2016 come secondo estratto dal settimo album in studio The Holographic Principle.

## Descrizione
Edge of Blade tratta principalmente dell'accettarsi e dell'ossessione per la bellezza e la perfezione estetica. La cantante Simone Simons, autrice del testo, ha inoltre aggiunto che il titolo del brano è una frase alternativa alla dizione «punta dell'iceberg», spiegando che «è molto pericoloso lasciarsi avvolgere dalle cose poco importanti»:
Musicalmente, Edge of the Blade è un brano symphonic metal con influenze power e groove e una forte attenzione all'orecchiabilità delle melodie.

## Video musicale
Il videoclip, diretto da Jens De Vos, è stato pubblicato l'8 settembre 2016 attraverso il canale YouTube del gruppo e mostra questi ultimi eseguire il brano circondati da numerosi prismi olografici, in linea con la grafica di The Holographic Principle.

## Tracce
1. Edge of the Blade (Album Version) – 4:34 (testo: Simone Simons – musica: Isaac Delahaye, Epica)
2. Immortal Melancholy (Classical Version) – 3:14 (testo: Simone Simons – musica: Mark Jansen, Joost van den Broek, Epica)